# Heteralonia submucorea
Heteralonia submucorea är en tvåvingeart som beskrevs av Greathead 1980. Heteralonia submucorea ingår i släktet Heteralonia och familjen svävflugor.
Artens utbredningsområde är Oman. Inga underarter finns listade i Catalogue of Life.